# Collegio di Montgomeryshire and Glyndŵr
Montgomeryshire and Glyndŵr è un collegio elettorale gallese, rappresentato alla Camera dei Comuni del Parlamento del Regno Unito. Elegge un membro del Parlamento con il sistema first-past-the-post, ossia maggioritario a turno unico; l'attuale parlamentare è Steve Witherden del Partito Laburista, che rappresenta il collegio dal 2024.

## Estensione
Il collegio è costituito dalle seguenti aree:
- i ward del Powys di Banwy, Berriew, Blaen Hafren, Caersws, Churchstoke, Dolforwyn, Forden, Glantwymyn, Guilsfield, Kerry, Llanbrynmair, Llandinam, Llandrinio, Llandysilio, Llanfair Caereinion, Llanfihangel, Llanfyllin, Llanidloes, Llanwddyn, Llanrhaeadr-ym-Mochnant/ Llansilin, Llansantffraid, Machynlleth, Meifod, Montgomery, Newtown Central, Newtown East, Newtown Llanllwchaiarn North, Newtown Llanllwchaiarn West, Newtown South, Rhiwcynon, Trewern, Welshpool Castle, Welshpool Gungrog e Welshpool Llanerchyddol;
- i ward del distretto di contea di Wrexham di Cefn, Dyffryn Ceiriog/Ceiriog Valley, Chirk North, Chirk South, Esclusham, Johnstown, Pant, Penycae, Penycae and Ruabon South, Plas Madoc, Ponciau e Ruabon.

## Membri del parlamento
| Elezione | Elezione | Deputato        | Partito   |
| -------- | -------- | --------------- | --------- |
|          | 2024     | Steve Witherden | Laburista |

## Risultati elettorali

### Elezioni negli anni 2020
| Partito                    | Partito                                      | Candidato                  | Risultati 4 luglio 2024 | Risultati 4 luglio 2024 |
| Partito                    | Partito                                      | Candidato                  | Voti                    | %                       |
| -------------------------- | -------------------------------------------- | -------------------------- | ----------------------- | ----------------------- |
|                            | Laburista                                    | Stephen Witherden          | 12 709                  | 29,38                   |
|                            | Reform UK                                    | Oliver Lewis               | 8 894                   | 20,56                   |
|                            | Conservatore                                 | Craig Williams             | 7 775                   | 17,97                   |
|                            | Lib Dem                                      | Glyn Preston               | 6 470                   | 14,96                   |
|                            | Plaid Cymru                                  | Elwyn Vaughan              | 5 667                   | 13,10                   |
|                            | Verde                                        | Jeremy Brignell-Thorp      | 1 744                   | 4,03                    |
|                            |                                              |                            |                         |                         |
| Iscritti                   | Iscritti                                     | Iscritti                   | 74 039                  | 100,00                  |
| ↳ Votanti (% su iscritti)  | ↳ Votanti (% su iscritti)                    | ↳ Votanti (% su iscritti)  | 43 259                  | 58,43                   |
| ↳ Astenuti (% su iscritti) | ↳ Astenuti (% su iscritti)                   | ↳ Astenuti (% su iscritti) | 30 780                  | 41,57                   |
|                            |                                              |                            |                         |                         |
|                            | Esito: collegio a Laburista (nuovo collegio) |                            |                         |                         |